# Imprimerie Mellinet
Pour les articles homonymes, voir Mellinet.
L'imprimerie Mellinet est fondée en 1810 à Nantes, place du pilori. Elle cesse toute activité en 1982. Elle édite notamment Journal Politique du département de La Loire-Inférieure.

## Contexte
Sous l’Ancien Régime, seules les femmes veuves sont autorisées à gérer des imprimeries ou des librairies. Elles délèguent généralement la gérance quotidienne à un prote ou elles s’associent à un autre imprimeur homme ou un ami de la famille, un gendre ou un fils. Il peut alors influencer le choix des textes à imprimer ou le rythme des impressions. Au XVIIe siècle, quatre femmes prennent part aux ateliers d’imprimerie à Nantes.
En 1791, les corporations du livres sont abolies, légalisant le travail des femmes dans les métiers du livre. Toutefois, les hommes continuent de dominer la profession jusqu’au XIXe siècle et les femmes s’y engagent souvent par nécessité pour assurer leur subsistance. Elles remplacent un mari défunt ou acquiert une entreprise déjà établie.
Certaines ont connu des réussites remarquables, telles que les femmes dans l’imprimerie Mellinet à Nantes.

## L’imprimerie Mellinet
L’imprimerie Mellinet à Nantes est gérée par plusieurs directeurs et directrices, dont cinq femmes : Anne-Antoinette Malassis (née Marie), Rosalie-Anne Malassis, Séraphine-Félécité Mellinet (née Baudoux), Lucie Mellinet et Madame Jules Biroché.
Avant de prendre le nom Imprimerie Mellinet, l’imprimerie porte le nom d'Imprimerie Marie, du nom de son directeur, Antoine Marie. À son décès, sa femme prend la direction, suivie de leur gendre Augustin-Jean Malassis, qui déplace les presses place du Pilori, à Nantes. Après le décès de Augustin-Jean Malassis en 1798, la gestion de l’imprimerie est assurée par Anne-Antoinette Marie Malassis, fille d’Antoine Marie.
Augustin-Jean et Anne-Antoinette Malassis ont une fille, Rosalie-Anne Malassis. Dans certains articles et archives, Rosalie-Anne Malassis est également appelée Rosalie-Marie. En 1794, elle épouse le général Anne François Mellinet. Elle dirige l’imprimerie en 1810, qui devient alors l’Imprimerie Mellinet-Malassis.

Rosalie-Anne et Anne-François Mellinet ont deux fils, Émile et Camille Mellinet. Ce dernier prend la succession de l’imprimerie en 1820. En 1826, Camille Mellinet épouse Séraphie-Félicité Baudoux, la sœur de son associé.

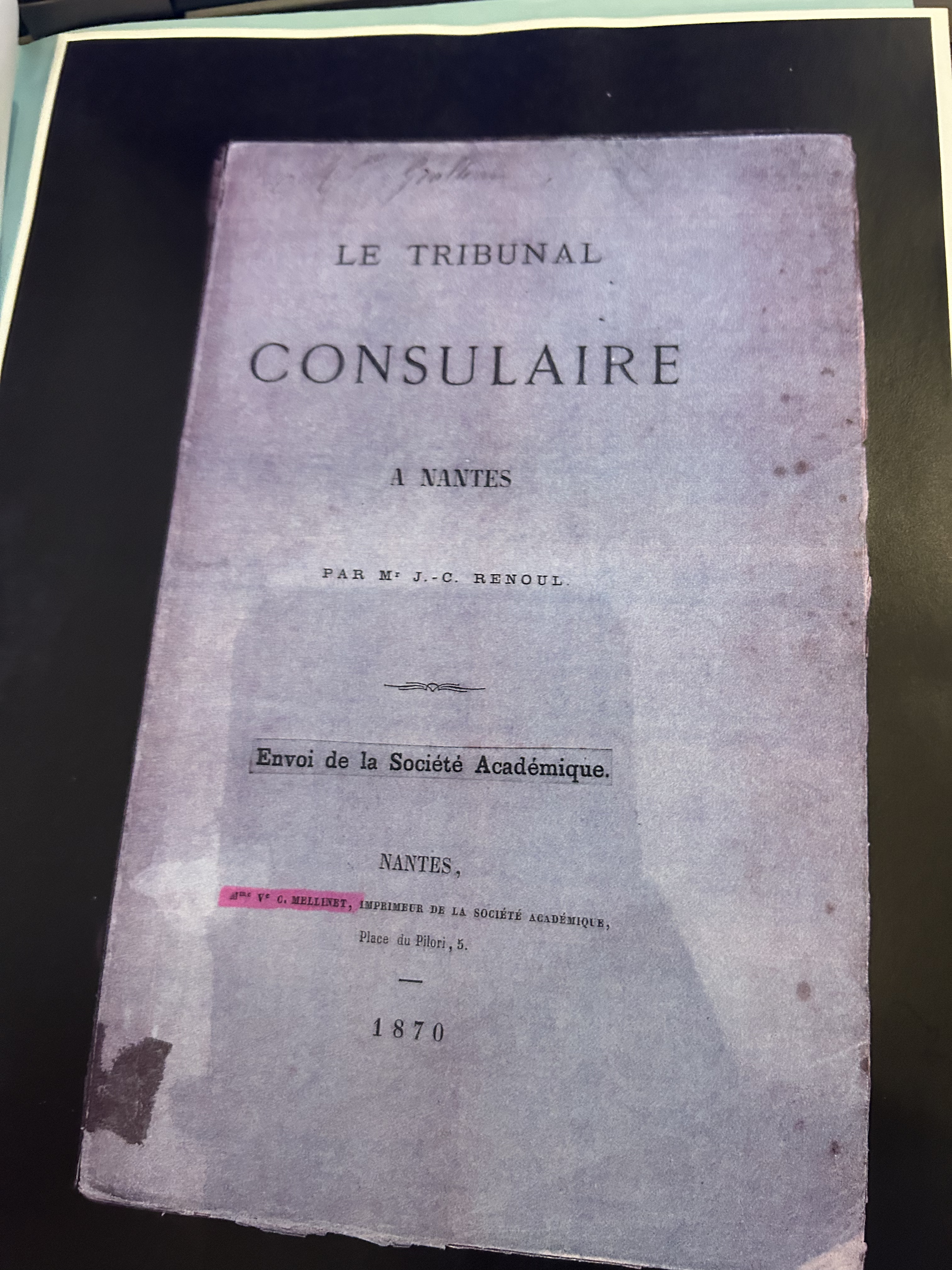
Copie de la couverture Le tribunal consulaire à Nantes par M. J. -C Renoul, imprimerie Veuve C. Mellinet, 1870

À la mort de Camille Mellinet en 1843, Séraphine-Félécité Baudoux Mellinet assume la direction et l’imprimerie est renommée Imprimerie Veuve Mellinet.
Séraphie-Félicité et Camille Mellinet ont trois enfants : Émilie, Henri et Lucie. En 1884, Lucie Mellinet succède à sa mère et l’imprimerie est rebaptisée L. Mellinet et Cie, successeurs.
En 1900, Lucie Mellinet transmet la direction au gendre de sa sœur Émilie, Jules Biroché, qui s’associe avec Pierre Dautais. L’imprimerie porte alors le nom d’Imprimerie Jules Biroché et Pierre Dautais. A la mort de Jules Biroché, sa femme, soit la fille d’Émilie et petite fille de Séraphine-Félicité Baudoux Mellinet, dirige l’imprimerie jusqu’en 1921.
Sans héritiers, Madame Jules Biroché confie la direction de l’imprimerie à deux ouvriers, MM. Jégo et Mas, qui la renomment Imprimerie Mellinet, Jégo et Mas successeurs.
À la mort de M. Jégo, l’imprimerie est gérée en société sous le nom d’Ancienne Imprimerie Mellinet. Elle ferme définitivement en 1982.

### Rosalie-Anne Mellinet
Rosalie-Anne Mellinet, née Malassis, est également appelée Rosalie-Marie dans certains documents d’archives. Née en 1774 et décédée en 1861, elle est issue d’une grande famille d’imprimeurs.
L’imprimerie Malassis est l’une des plus importantes de Nantes et compte parmi ses clients la ville de Nantes, le présidial, la police et l’évêché. En 1794, elle se marie avec Anne-François Mellinet, un officier républicain, marquant ainsi l’entrée des Mellinet dans l’histoire de l’imprimerie. Après le départ de son mari et le décès de sa mère, Rosalie-Anne dirige seule l’imprimerie et élève ses deux enfants, Camille et Emile.
Il est important pour Rosalie-Anne que son nom de famille figure dans le titre de l’imprimerie. Dans une lettre au préfet le 6 décembre 1811, elle précise que l’établissement est « connu depuis un siècle sous le nom de Malassis” et que l’absence du nom de ses prédécesseurs lui ferait perdre “beaucoup de sa valeur ». L’imprimerie est alors nommée Mellinet-Malassis.

La plus importante activité de l’imprimerie Mellinet-Malassis réside principalement dans l’édition des journaux.

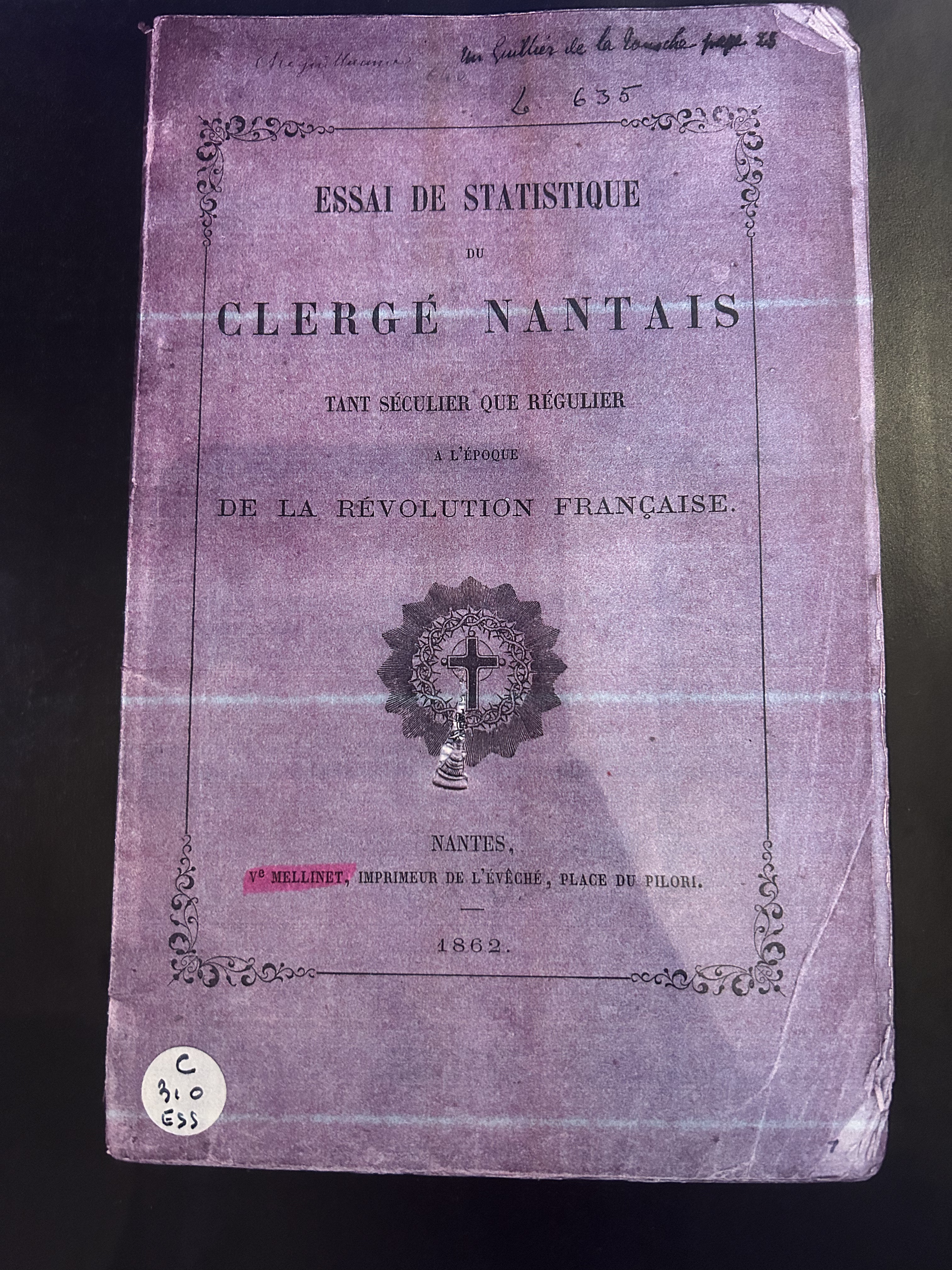
Copie de la couverture, "Essai de statistique du Clergé Nantais tant que séculier que régulier à l'époque de la révolution française" Imprimerie Veuve Mellinet, 1862

À la suite de la Révolution, l’imprimerie fonctionne avec seulement quatre presses et huit ouvriers en 1810.
En 1811, Rosalie-Anne crée le Journal politique du département de La Loire-Inférieure. Ce quotidien fournit des informations politiques qui sont issues des administrations locales ou des journaux parisiens. Le principal concurrent de ce journal, Feuille d’Annonces, appartient à l’Imprimerie Mangin. Ces deux journaux se partagent pratiquement le monopole à Nantes. Dans une lettre au Préfet le 5 avril 1815, Rosalie-Anne indique qu’un décret impérial du 4 novembre 1811 a attribué les sujets possibles de couvrir à chacun des deux journaux. Son journal « ne parlerait que de politique, de littérature, d’art, d’actes administratifs et que la Feuille d’Annonces ne contiendrait que des articles de commerce, d’expropriations, forcées, arrivages de navires ». Toutefois, Mangin publie également des informations à caractère politique. Par conséquent, Rosalie-Anne Mellinet n’hésite pas à faire valoir ses droits auprès du préfet et du ministère. Les deux imprimeries seront rivales pendant de nombreuses années, même sous la direction du fils de Rosalie-Anne Mellinet, Camille Mellinet. Vers 1820, Camille Mellinet reprend donc l'imprimerie et les activités de sa mère, notamment le Journal de Nantes et de la Loire-Inférieur et conserve le nom de l'imprimerie Mellinet-Malassis.
Rosalie-Anne Mellinet meurt en 1861.